# Maya Bamert
Maya Bamert, née le 7 décembre 1979 à Lachen, est une bobeuse suisse.

## Carrière
Elle participe aux Jeux olympiques de 2006, terminant huitième en bob à deux.
Avec Anne Dietrich, elle remporte la médaille de bronze de bob à deux des Championnats d'Europe de bobsleigh en 2008 à Cesena.

### Coupe du monde
- 1 podium : 
  - en bob à 2 : 1 deuxième place.